# 集市广场 (利沃夫)

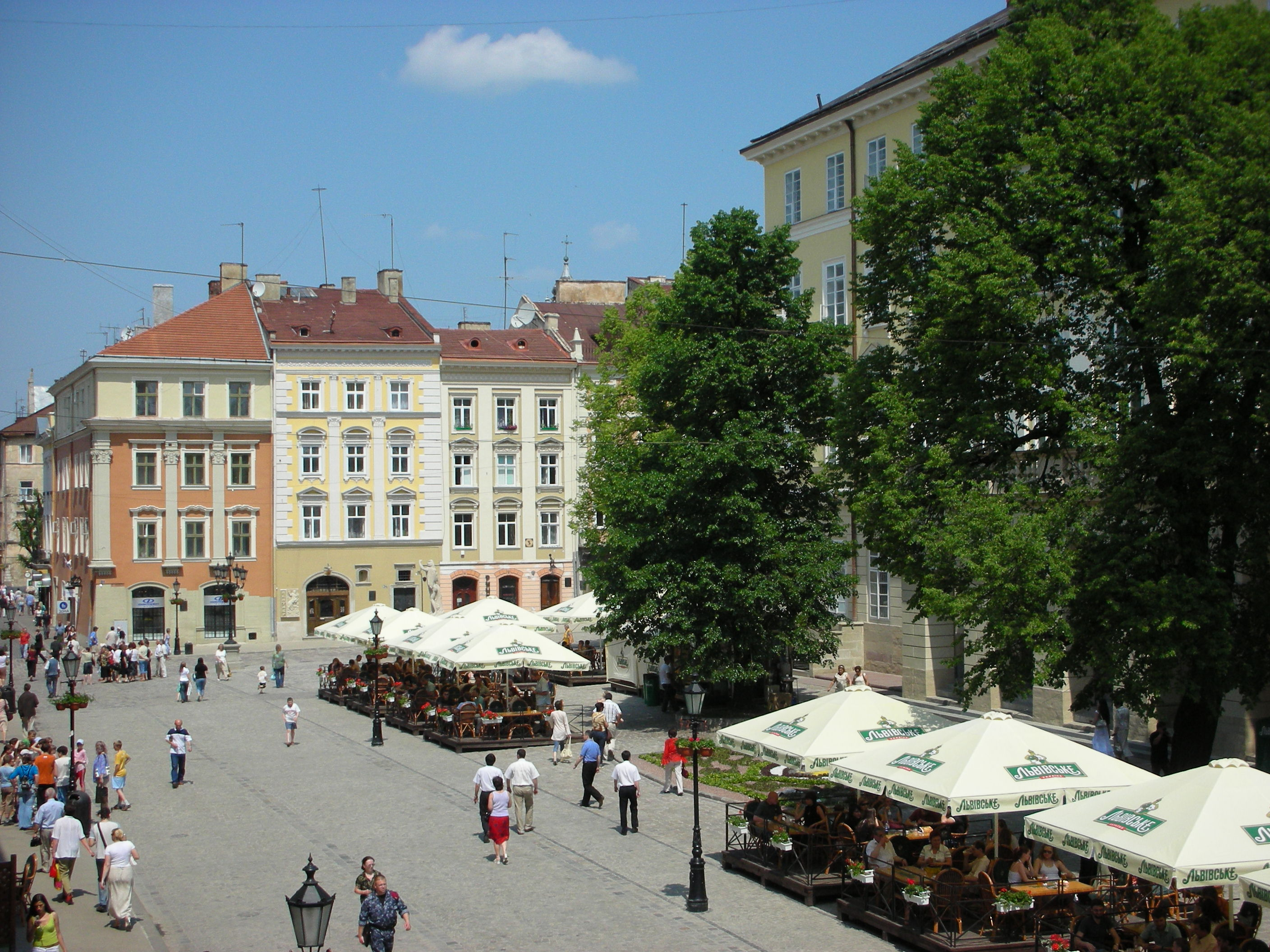
市場廣場

49°50′29″N 24°01′53″E / 49.841466°N 24.031265°E
市場廣場（烏克蘭語：Площа Ринок）是烏克蘭城市利沃夫市中心的一座廣場。據考古資料，這座廣場的計劃開始於13世紀後期。廣場附近聚集了眾多不同風格的建築。1998年，市場廣場作為利沃夫舊城的一部分被列入世界文化遺產。

## 建筑

### 东侧
- 2号：班迪內利宮
- 4号：黑屋
- 6号：科爾尼亞克特宮
- 9号：总主教宫
- 10号：卢博米尔斯基宫

## 雕塑与喷泉

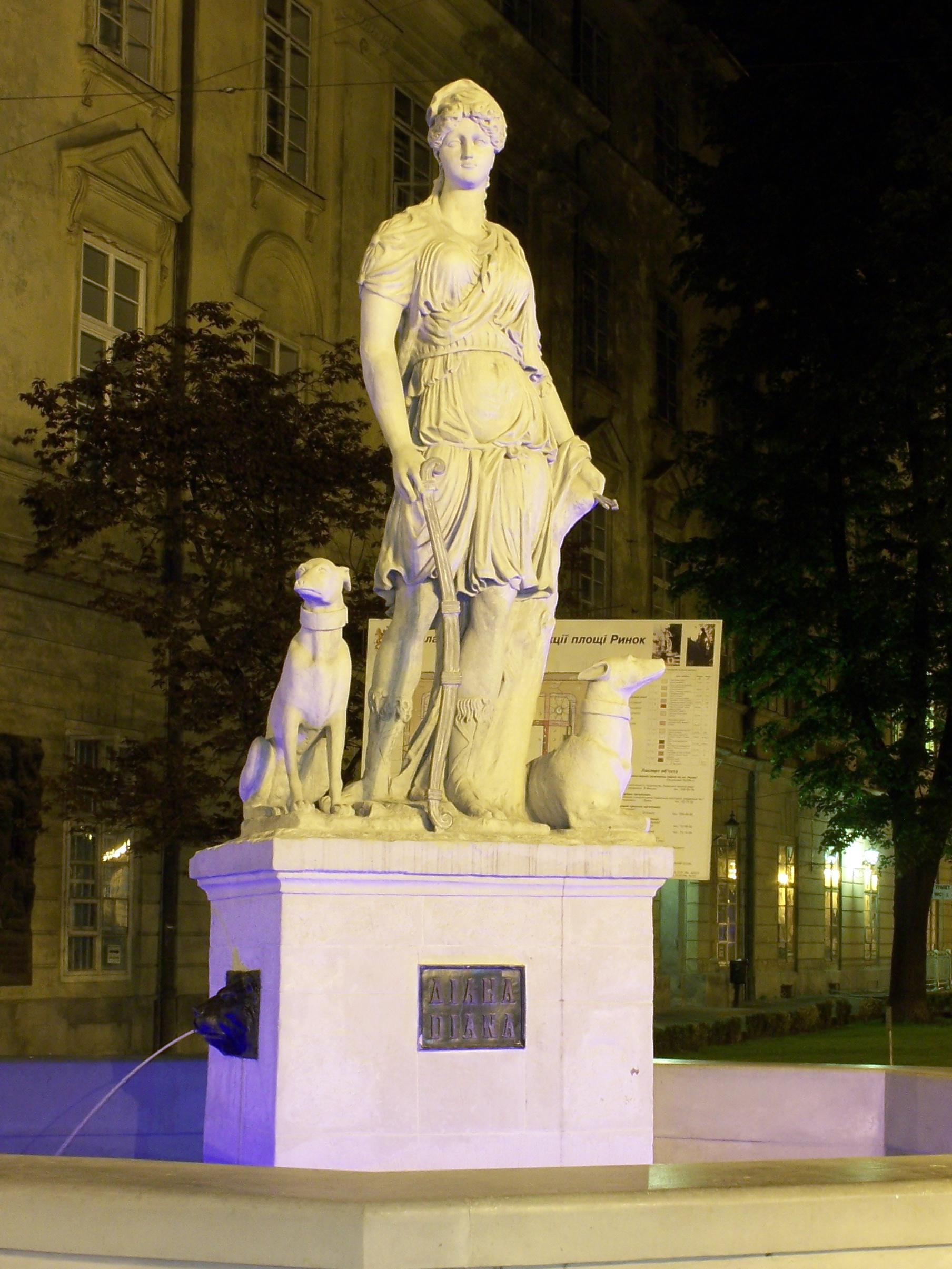
狄安娜
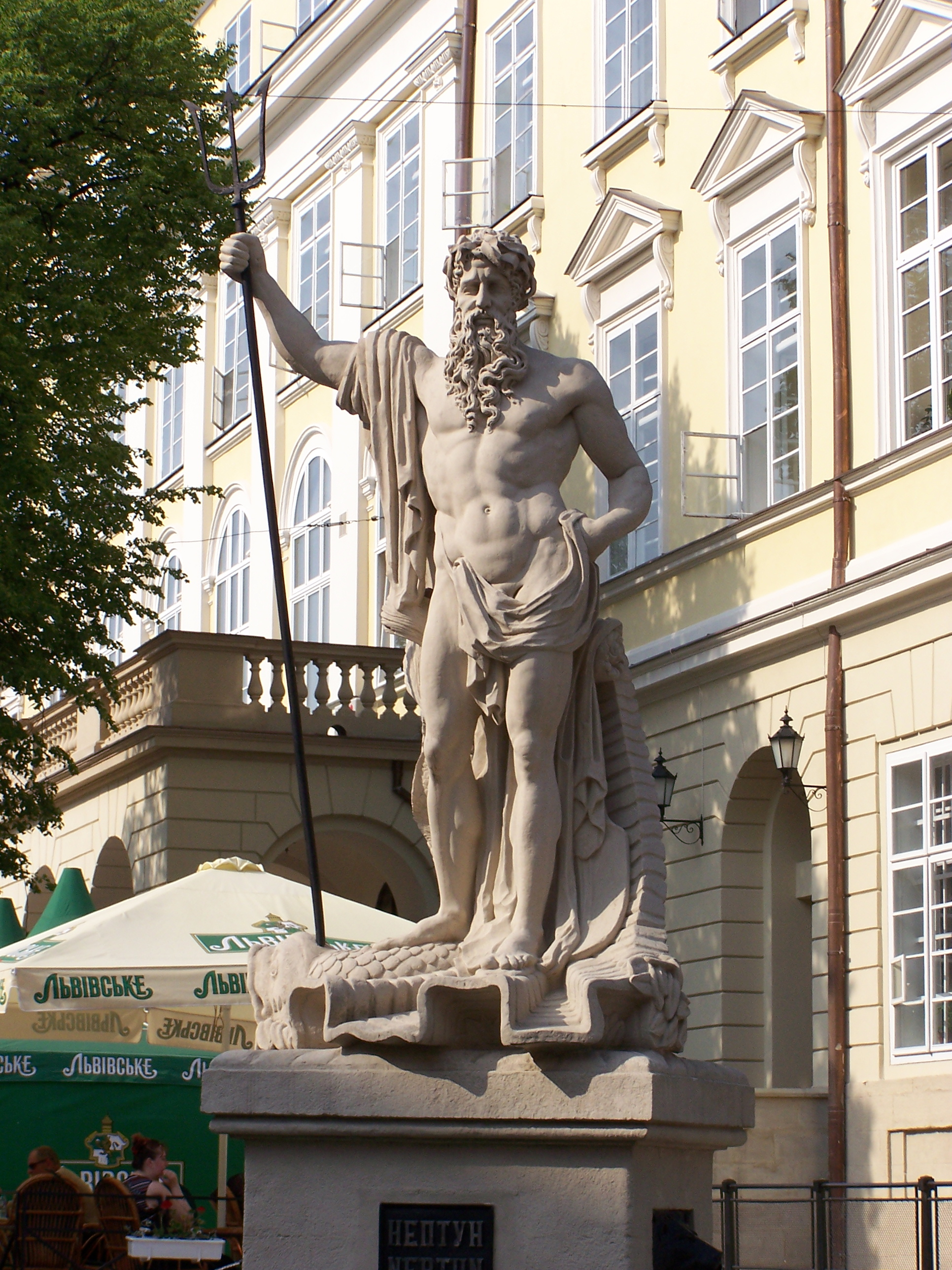
尼普顿
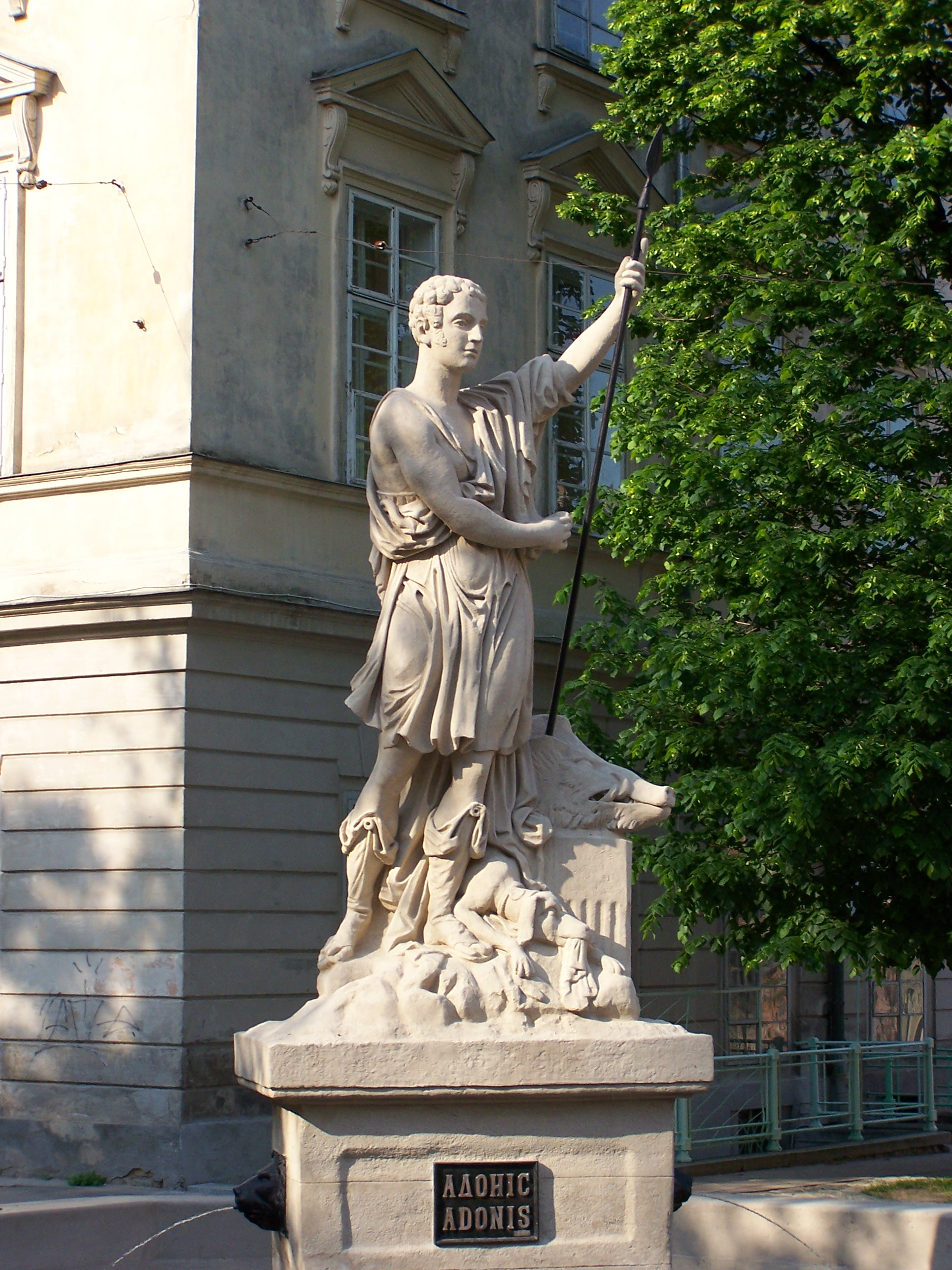
阿多尼斯
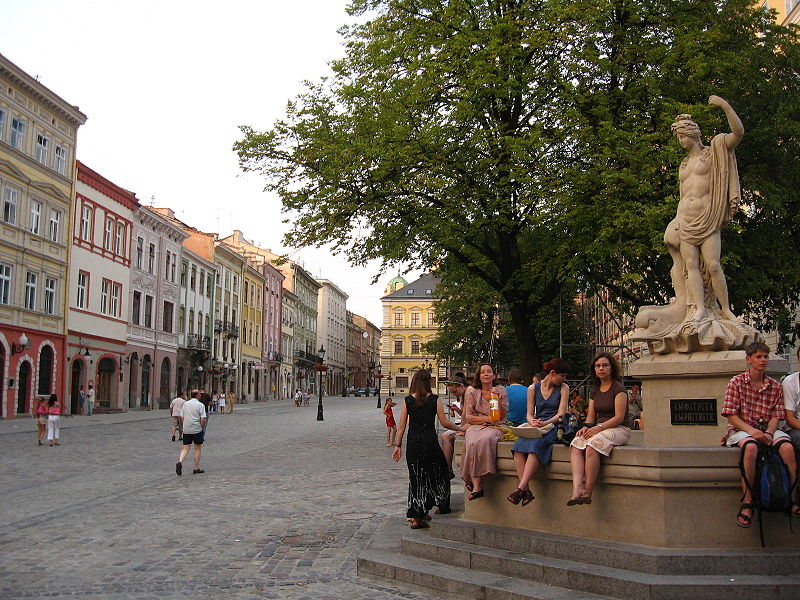
安菲特里忒

## 外部連結
维基共享资源上的相關多媒體資源：集市广场
- 360° panorama of the square